# Final do Campeonato Europeu de Futebol de 1968
A Final do Campeonato Europeu de Futebol de 1968 consistiu em dois jogos de futebol entre a Itália e a Jugoslávia, que ocorreram nos dias 8 e 10 de junho de 1968 no Estádio Olímpico de Roma para determinar o vencedor do Campeonato Europeu de Futebol de 1968. A primeira partida terminou num empate (1–1), que exigiu um segundo jogo para que o vencedor pudesse ser determinado. A Itália venceu a repetição por 2-0, com os golos de Luigi Riva, e de Pietro Anastasi.

## Caminho para a final
| Qualificação    | Qualificação           | Qualificação       | Qualificação |
| Itália          | Itália                 | Iugoslávia         | Iugoslávia   |
| Oponente        | Resultados             | Oponente           | Resultados   |
| --------------- | ---------------------- | ------------------ | ------------ |
| Romênia         | 3–1, 1–0               | Alemanha Ocidental | 1–0, 1–3     |
| Suíça           | 4–0, 2–2               | Albânia            | 4–0, 2–0     |
| Chipre          | 5–0, 2–0               |                    |              |
| Playoffs        |                        |                    |              |
| Bulgária        | 2–0, 2-3               | França             | 5–1, 1-1     |
| Torneio         |                        |                    |              |
| União Soviética | 0–0 (pro, moeda ao ar) | Inglaterra         | 1–0          |

## O jogo

### Detalhes
| 8 de junho | Itália         | 1 – 1 (pro) | Iugoslávia | Stadio Olimpico, Roma                         |
| 21:15      | Domenghini 80' | Relatório   | Džajić 39' | Público: 68 817 Árbitro: SUI Gottfried Dienst |

| Itália | Jugoslávia |

| GK                   | 22 | Dino Zoff              |
| RB                   | 5  | Tarcisio Burgnich      |
| CB                   | 12 | Aristide Guarneri      |
| CB                   | 7  | Ernesto Castano        |
| LB                   | 10 | Giacinto Facchetti (c) |
| CM                   | 14 | Giovanni Lodetti       |
| CM                   | 11 | Giorgio Ferrini        |
| CM                   | 13 | Antonio Juliano        |
| RF                   | 9  | Angelo Domenghini      |
| CF                   | 2  | Pietro Anastasi        |
| LF                   | 16 | Pierino Prati          |
| Treinador:           |    |                        |
| Ferruccio Valcareggi |    |                        |

| GK          | 1  | Ilija Pantelić      |
| RB          | 2  | Mirsad Fazlagić (c) |
| CB          | 5  | Blagoje Paunović    |
| CB          | 6  | Dragan Holcer       |
| LB          | 3  | Milan Damjanović    |
| CM          | 21 | Dobrivoje Trivić    |
| CM          | 15 | Miroslav Pavlović   |
| CM          | 16 | Jovan Aćimović      |
| RF          | 7  | Ilija Petković      |
| CF          | 9  | Vahidin Musemić     |
| LF          | 11 | Dragan Džajić       |
| Treinador:  |    |                     |
| Rajko Mitić |    |                     |

| Regras do jogo - 90 minutos. - 30 minutos de prolongamento se necessário. - Repetição se continuar empatado . - Não são permitidas substituições. |

## Segundo jogo

### Detalhes
| 10 de junho | Itália                  | 2 – 0     | Iugoslávia | Stadio Olimpico, Roma                                     |
| 21:15       | Riva 12' · Anastasi 31' | Relatório |            | Público: 32 886 Árbitro: ESP José Maria Ortiz De Mendibil |

| Itália | Jugoslávia |

| GK                   | 22 | Dino Zoff              |
| SW                   | 20 | Sandro Salvadore       |
| CB                   | 12 | Aristide Guarneri      |
| CB                   | 19 | Roberto Rosato         |
| RWB                  | 5  | Tarcisio Burgnich      |
| LWB                  | 10 | Giacinto Facchetti (c) |
| CM                   | 15 | Sandro Mazzola         |
| CM                   | 8  | Giancarlo De Sisti     |
| RF                   | 9  | Angelo Domenghini      |
| CF                   | 2  | Pietro Anastasi        |
| LF                   | 17 | Luigi Riva             |
| Treinador:           |    |                        |
| Ferruccio Valcareggi |    |                        |

| GK          | 1  | Ilija Pantelić      |
| RB          | 2  | Mirsad Fazlagić (c) |
| CB          | 5  | Blagoje Paunović    |
| CB          | 6  | Dragan Holcer       |
| LB          | 3  | Milan Damjanović    |
| CM          | 21 | Dobrivoje Trivić    |
| CM          | 15 | Miroslav Pavlović   |
| CM          | 16 | Jovan Aćimović      |
| RF          | 22 | Idriz Hošić         |
| CF          | 9  | Vahidin Musemić     |
| LF          | 11 | Dragan Džajić       |
| Treinador:  |    |                     |
| Rajko Mitić |    |                     |

| Regras do jogo - 90 minutos. - 30 minutos de prolongamento se necessário. - Repetição se continuar empatado . - Não são permitidas substituições. |